# Hércules de Miranda
Hércules de Miranda (Guaxupé, 2 de julho de 1912 — Rio de Janeiro, 3 de setembro de 1982) foi um futebolista brasileiro que atuou como ponta.

## Carreira
Iniciou no futebol em um clube da várzea paulista e jogou no profissional do Juventus-SP entre 1930 e 1933, onde chamou a atenção de Paulo Machado de Carvalho que o levou para o São Paulo da Floresta.
Em 1935, passou a jogar pelo Fluminense, tendo estreado na vitória sobre a Portuguesa de Desportos por 3–1, no dia 12 de junho de 1935. Permaneceu no tricolor até 1942, jogando 185 partidas e fazendo 176 gols, numa média de quase um por partida. Esta entre os maiores artilheiros da história do Fluminense, tornando-se ídolo e um dos maiores ponta-esquerda da sua história.
Pelo Tricolor, foi campeão carioca em 1936, 1937, 1938, 1940 e 1941, do Torneio Municipal em 1938 e do Torneio Extra de 1941.
Sua principal característica foi o chute fortíssimo. Segundo o cronista Geraldo Romualdo da Silva, Hércules tinha "um canhão no pé esquerdo e um míssil no direito".
Em maio de 1942 estreou no Corinthians, na vitória por 3–0 contra o Atlético Paranaense, em partida amistosa. Apesar de ter chegado ao clube paulista perto de completar 30 anos, Hércules teve grandes atuações, inclusive tendo sido o artilheiro do Campeonato Paulista de 1943, ao marcar 19 gols. Pelo timão, foram 77 jogos e 71 gols marcados em apenas dois anos de clube.
Hércules encerrou a carreira em 1943, voltando para o Rio de Janeiro onde exerceu a profissão de corretor de imóveis.

### Seleção Brasileira
Pela Seleção Brasileira, fez seis partidas e três gols, tendo jogado duas partidas na Copa do Mundo de 1938.

## Títulos
São Paulo
- Campeonato Brasileiro de Seleções Estaduais: 1933, 1934

Rio de Janeiro
- Campeonato Brasileiro de Seleções Estaduais: 1935

Fluminense
- Campeonato Carioca: 1936, 1937, 1938, 1940 e 1941[1]
- Torneio Municipal: 1938
- Torneio Extra: 1941
- Torneio Início: 1940 e 1941